# دوپکسامین
دوپکسامین (انگلیسی: Dopexamine) در واقع آنالوگ مصنوعی دوپامین است. با این حال دوپکسامین آگونیست گیرنده‌های β۱ و β۲ آدرنرژیک است. اثر این ترکیب بر روی گیرنده D1 دوپامین باعث شل شدن عضلات صاف رگ‌ها در کلیه, مزانتر و سرخرگ‌های مغز و قلب می‌شود. اثر خفیف این ترکیب بر روی گیرنده D1 دوپامین نیز باعث کاهش رهاشدن نوراپی نفرین می‌شود. این دارو برای کاربرد در سپسیس مورد توجه قرار گرفته‌است.
این دارو به عنوان یک عامل اینوتروپیک در نارسایی قلبی کاربرد دارد. عوارض جانبی آن عبارتند از آریتمی, ترمور, گرگرفتگی و آنژین صدری.